# Římskokatolická farnost Jakartovice
Římskokatolická farnost Jakartovice je územní společenství římských katolíků s farním kostelem Narození Panny Marie v Jakartovicích.

## Kostely a kaple na území farnosti
- Kostel Narození Panny Marie v Jakartovicích
- Kostel Navštívení Panny Marie v Deštném
- Kaple svatého Josefa v Mladecku

## Bohoslužby
| Kostel                      | Místo       | Bohoslužba | Bohoslužba | Poznámka     |
| --------------------------- | ----------- | ---------- | ---------- | ------------ |
| Kostel Narození Panny Marie | Jakartovice | neděle     | 8:30       | farní kostel |